# Orthophytum eddie-estevesii
Orthophytum eddie-estevesii là một loài thực vật có hoa trong họ Bromeliaceae. Loài này được Leme mô tả khoa học đầu tiên năm 2000.